# Prikliutxenia Xerloka Kholmsa i doktora Vatsona
Prikliutxenia Xerloka Kholmsa i doktora Vatsona (en rus: Приключения Шерлока Холмса и доктора Ватсона; lit. ‘Les aventures de Sherlock Holmes i del doctor Watson’) és una sèrie de pel·lícules de televisió soviètiques, dirigides per Ígor Màslennikov, amb Sherlock Holmes i el doctor Watson com a protagonistes. La sèrie consta de cinc pel·lícules (11 episodis amb la duració total de 12 hores i 46 minuts), realitzades entre el 1979 i el 1986 a l'estudi de cinema Lenfilm.

## Argument i producció
La sèrie és una adaptació de les obres d'Arthur Conan Doyle. A diferència d'alguns dels seus homòlegs occidentals, està molt a prop de la font literària. Les diferències inclouen el comportament lleuger i divertit de Holmes, o la conducta còmica d'alguns dels personatges (sobretot la del senyor Henry Baskerville i del seu majordom Barrymore en la pel·lícula Sobaka Baskervilei).
La banda sonora de la sèrie va ser composta per Vladímir Daixkévitx. La peça introductòria s'ha convertit en una de les obres més reconeixibles de la música cinematogràfica de l'antiga Unió Soviètica. La melodia s'assembla intencionalment a un logotip musical interpretat cada hora al servei rus de la BBC d'ona curta (la marxa Prince of Denmark's March de Jeremiah Clarke). En una entrevista posterior, Màslennikov va confirmar que volia una sintonia similar que es pogués identificar amb l'esperit de Gran Bretanya.
Un carrer vell de Riga, capital de Letònia, es va fer servir com a Baker Street.

## Llista de pel·lícules i episodis
| Any  | Títol de la pel·lícula                                                                                        | Episodis                                         | Obres d'Arthur Conan Doyle                                 |
| 1979 | Xérlok Kholms i dóktor Vatson (lit. ‘Sherlock Holmes i el doctor Watson’)                                     | Znakomstvo (lit. ‘El coneixement’)               | Estudi en escarlata, L'aventura de la banda clapejada      |
| 1979 | Xérlok Kholms i dóktor Vatson (lit. ‘Sherlock Holmes i el doctor Watson’)                                     | Krovavaia nadpis (lit. ‘La inscripció amb sang’) | Estudi en escarlata                                        |
| 1980 | Prikliutxenia Xerloka Kholmsa i doktora Vatsona (lit. ‘Les aventures de Sherlock Holmes i del doctor Watson’) | Korol xantaja (lit. ‘El rei del xantatge’)       | Charles Augustus Milverton                                 |
| 1980 | Prikliutxenia Xerloka Kholmsa i doktora Vatsona (lit. ‘Les aventures de Sherlock Holmes i del doctor Watson’) | Smertelnaia skhvatka (lit. ‘El combat mortal’)   | El problema final                                          |
| 1980 | Prikliutxenia Xerloka Kholmsa i doktora Vatsona (lit. ‘Les aventures de Sherlock Holmes i del doctor Watson’) | Okhota na tigra (lit. ‘La caça del tigre’)       | L'aventura de la casa deshabitada                          |
| 1981 | Sobaka Baskervilei (lit. ‘El gos dels Baskerville’)                                                           | Dos episodis                                     | El gos dels Baskerville                                    |
| 1983 | Sokrovisxa Agri (lit. ‘Els tresors d'Agra’)                                                                   | Primer episodi                                   | El signe dels quatre                                       |
| 1983 | Sokrovisxa Agri (lit. ‘Els tresors d'Agra’)                                                                   | Segon episodi                                    | El signe dels quatre, Escàndol a Bohèmia                   |
| 1986 | Dvadtsati vek natxinàietsia (lit. ‘El segle vint comença’)                                                    | Primer episodi                                   | El polze de l'enginyer, La segona taca                     |
| 1986 | Dvadtsati vek natxinàietsia (lit. ‘El segle vint comença’)                                                    | Segon episodi                                    | Els plànols del Bruce-Partington, Els darrers aplaudiments |

## Repartiment
- Vassili Livànov com a Sherlock Holmes
- Vitali Solomin com a doctor Watson
- Rina Zeliónaia com a senyora Hudson
- Borislav Brondukov com a inspector Lestrade
- Ígor Dmítriev com a Tobias Gregson
- Víktor Ievgràfov com a professor Moriarty

## Recepció
Les pel·lícules van ser molt ben rebudes pels espectadors soviètics, que van destacar tant la representació magistral dels protagonistes per part dels actors principals, com l'atenció al detall en la producció. La sèrie es va convertir en un fenomen cultural i una obra llegendària de la televisió soviètica. A l'Occident, la recepció de la sèrie també va ser positiva, especialment al Regne Unit. Els crítics britànics van subratllar que els creadors de la sèrie van tractar la font original amb la deguda cura i respecte, reproduint amb èxit l'atmosfera de les obres d'Arthur Conan Doyle. El 2006, Vassili Livànov va esdevenir Membre de l'Orde de l'Imperi Britànic, suposadament per la seva representació magistral de Sherlock Holmes. L'estàtua de cera de Livànov està exposada al museu de Sherlock Holmes a Londres. El 2007, una estàtua de Sherlock Holmes i del doctor Watson, interpretats respectivament per Livànov i Solomin, va ser erigida a Moscou a prop de l'ambaixada britànica. El mateix any 2007, per a celebrar el 120è aniversari de la primera novel·la de Sherlock Holmes, una casa de moneda privada de la Nova Zelanda, New Zealand Mint, va encunyar una sèrie limitada de monedes de plata amb els retrats de Livànov, Solomin i altres actors de la sèrie.